# Rondibilis saperdina
Rondibilis saperdina är en skalbaggsart som först beskrevs av Bates 1884.  Rondibilis saperdina ingår i släktet Rondibilis och familjen långhorningar. Inga underarter finns listade i Catalogue of Life.